# Lepidiota sticticopetra
Lepidiota sticticopetra är en skalbaggsart som beskrevs av Blanchard 1851. Lepidiota sticticopetra ingår i släktet Lepidiota och familjen Melolonthidae. Inga underarter finns listade i Catalogue of Life.